# ニュースいしかわ845
『ニュースいしかわ845』（ニュースいしかわはちよんご）は、NHK金沢放送局で放送されていた石川県内向けの『NHKニュース』のローカルニュース番組である。
2024年度より平日正午の県域ニュース、ニュースいしかわ645とともに『newsかがのと』に統合されたため、2024年3月29日の放送をもって放送終了した。

## 放送時間
- 月曜日 - 金曜日 20:45 - 21:00 （JST）
  - 2011年度までは祝日にも放送されていたが、2012年度から2017年度までは祝日にはNHK名古屋放送局が『ニュース845東海北陸』（タイトル上は「東海北陸」の表記無し）として放送していた。
  - 2018年度から祝日は、20:55 - 21:00にNHK名古屋放送局からの東海・北陸地方向けのニュース・気象情報を放送する。
  - 例外的に、2018年度以降、1月4日・5日、5月1日・2日のように平日でも特別編成により放送休止することもあり、代わりに20:45 - 21:00にNHK名古屋放送局からの「ニュース845東海・北陸」を放送（但し、2023年5月1日・2日は東海3県・静岡県のみで放送され、北陸3県は放送なし）。

## 主な内容
- 石川県の今日のニュース
- 石川県内の話題（『かがのとイブニング』で取り上げられた特集を再放送することがある）
  - なお、富山県や福井県の話題を取り上げることがある。
- 大相撲石川県出身力士の結果（大相撲開催期間中）
- あすの動き
- 気象情報
  - 気象情報の画面は2008年11月よりハイビジョンに移行した。
  - 警報・注意報　海上警報（最高・最低）気温の実況　明日の天気　3時間ごとの天気の移り変わり
- 週間の天気

※番組最後は担当アナウンサーが「金沢からニュースをお伝えしました」と言って締め、終了後は番組宣伝等を挟まずに『ニュースウオッチ9』に接続する。　
1月9日から6月28日まで、BS103と104chで石川以外でも視聴が可能だった。

## キャスター
- 主に金沢局アナウンサーが原則として交替で担当する[3]。
  - 2024年1月4日から、能登半島地震関連ニュースを中心に伝えているため、『かがのとイブニング』のキャスターの浅野達朗が担当していたが、1月25日放送分より金沢局アナウンサー交替もしくは他局から派遣されたアナウンサーが担当している。

## その他
- 番組そのものはハイビジョン対応となっているが、2012年3月中旬までは、タイトルはハイビジョンに対応していなかった（適用当初からのタイトルを使用し続けたため、左右両端が欠けた形の不自然なタイトル出現となっていた）。その後はハイビジョン対応となっている（CG・音楽などは以前と同じ）。
- 2024年1月9日から6月28日まで、『令和6年能登半島地震関連情報』として（1月12日からは『総合テレビ（石川県内）同時放送』）、BS103チャンネル（旧NHK BSプレミアム）でサイマル放送が行われた[4][5][6]。この地震の影響により、年明け最初の放送となる1月4日から2月2日まで、オープニングは省略、挨拶から始まる形となった。